# ゲルニカ (絵画)
『ゲルニカ』（スペイン語: Guernica [ɡeɾˈnika]）は、スペインの画家パブロ・ピカソがドイツ空軍による無差別爆撃を受けた1937年に描いた絵画、およびそれと同じ絵柄で作られた壁画である。
ドイツ空軍のコンドル軍団によってビスカヤ県のゲルニカが受けた都市無差別爆撃（ゲルニカ爆撃）を主題としている。20世紀を象徴する絵画であるとされ、その準備と製作に関してもっとも完全に記録されている絵画であるとされることもある。発表当初の評価は高くなかったが、やがて反戦や抵抗のシンボルとなり、ピカソの死後にも保管場所をめぐる論争が繰り広げられた。

## 経過

### ゲルニカ爆撃
1936年7月には第二共和政期のスペインでスペイン内戦が勃発し、マヌエル・アサーニャ率いる共和国軍とフランシスコ・フランコを中心とした反乱軍が争った。1934年にスペインを離れてフランス・パリに在住していたスペイン人画家パブロ・ピカソは共和国政府を支持しており、1937年1月にはフランコを風刺する内容の詩『フランコの夢と嘘』を著し、後には詩に添える銅版画を製作していた。この銅版画でフランコは怪物の姿として描かれており、売られた絵葉書の収益は共和国政府の救援資金となった。
スペイン内戦中の1937年1月、共和国政府は在フランスのスペイン大使館を経由してピカソにパリ万国博覧会のスペイン館を飾る壁画の製作依頼を行った。ピカソは依頼に対して明確な返事をしなかったが、スペイン内戦とは無関係のシュルレアリスム風の壁画を制作する予定だったとされている。1980年頃にパリのピカソ美術館で発見されたスケッチによれば、この構想は画家やモデルが登場する個人的な世界の描写だったが、後の『ゲルニカ』に含まれる太陽や女のイメージは既に存在していた。4月半ばにはこの個人的世界の絵画に対して、鉛筆とインクによる素描を仕上げていた。
1937年4月26日にビスカヤ県のゲルニカがドイツ空軍によって都市無差別爆撃（ゲルニカ爆撃）を受けると、27日には数紙の夕刊にゲルニカ爆撃の短報が掲載された。28日朝にはジョージ・スティアによる長い記事が『タイムズ』に掲載され、この記事は世界各国の新聞に転載された。ピカソはこれらの過程でゲルニカ爆撃を知り、パリ万博で展示する壁画の主題に選んだ。この絵画の製作に先立つ数年間、ピカソは女性関係に翻弄されてほとんど絵を描かなかったが、この絵画では熱心に作業を行った。

### 絵画の製作

#### 習作
この絵画では習作を計45枚描くが、1枚を除いて日付や制作順を表す番号が添えられ、全45枚が保存されている。
5月1日の午後に習作の製作を開始し、初日には青色のデッサン用紙に鉛筆で6枚の習作を描いたが、初日の習作にはすでに、傷ついた馬、超然とした牡牛、灯火を持つ女などの主要な要素が登場している。また、戦争画には戦い、爆弾、殺戮者などがつきものだが、習作から壁画の完成までこのような加害者はついに登場することはなかった。
5月2日はカトリックの安息日である日曜日であり、普段なら娘のマヤと出かける曜日だったが、マヤのことも忘れて習作を描いた。前日の習作では構成要素がほぼ静止していたのに対して、この日の習作では喘いだ馬が頭を折り曲げ、女は驚愕の表情を浮かべるという具合に変化した。この日までに構図がほぼ固まったが、ゲルニカ爆撃を直接的に示す要素は何ひとつなく、あくまでも絵画は爆撃の隠喩という意味合いが強かった。
わずか2日間で絵画製作は大きな進展を見せ、その後の1週間はほとんど何もせずに放置したが、メーデーの数日後には「スペイン軍部への嫌悪の意味を込めた『ゲルニカ』を製作中である」とする声明を発表した。スペイン内戦開戦当初はピカソが反乱軍の味方であるという噂が広まっていたため、自身の立場を明らかにする意味合いもあった。
5月8日には製作を再開し、幼子の屍を抱いた女が初めて登場した。習作の製作中にも内戦の状況は刻々と変化しており、ピカソは共産党系のユマニテ紙で状況を把握しながら習作に修正を加えていった。5月9日は日曜日だったが、2週連続でマヤとの外出をキャンセルして作業に臨んだ。この日の習作では女や幼子の位置がたびたび変化し、それぞれの要素に関連性が持たせられ、立体感や明暗の対比なども意識された。
前週の馬の造形を集中して掘り下げたように、9日には子の屍を抱く女単独の習作がペンで精細に描かれた。前週はほぼ正方形の白紙が習作に使用されたが、5月8日と9日の2日間は横長の白紙が習作に使用され、縦横比は最終的な壁画の形状に近づいた。牡牛の顔は人間に似通い始めて正面に向けられ、腕が千切れたふたりの女が登場した。夜の場面であることがはっきりと示され、最終的な作品に登場するすべての人物が出そろった。
最後の瞬間に、アーティストは決定的な修正を加える。ドラマは最初、燃え盛る家々を背景にした路上で行われた。さて、突然、対角線が強調され、それによって空間は内側と外側で同時に曖昧で非現実的になる。ランプは馬の頭の上に吊り下げられ、目を見開いたように恐ろしい光景を見つめている。構造は強化され、壁画はセルトの建築内により強く統合された。瀕死の兵士の手に、折れた剣の隣に、ピカソは小さな希望の花を描き添える。

#### キャンバス

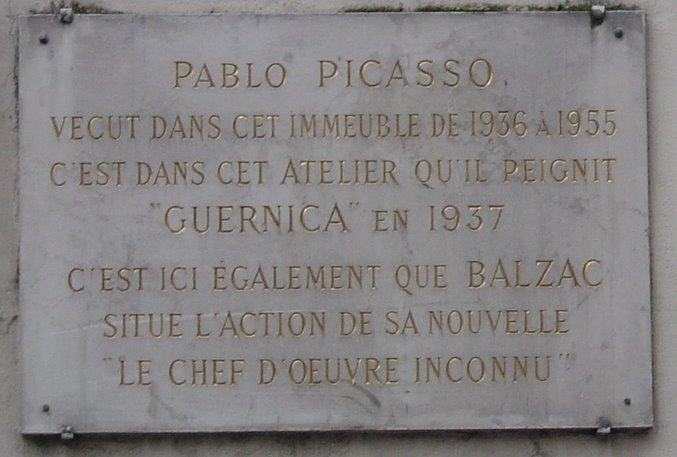
グラン・ゾーギュスタンのアトリエの地にある記念額

5月11日の朝、パリ6区のグラン・ゾーギュスタンにあるアトリエで縦349cm×横777cmのキャンバスに向かいはじめた。それまでピカソはモデル以外とは製作過程を共有せず、製作途中の作品を撮影したことはなかったが、助手役を務めたドラ・マールは様々な段階でキャンバスの写真を8枚撮影し、時には製作中のピカソもカメラに収めた。反ファシズムの宣伝に役立つと信じて、影響力のある訪問者がゲルニカの製作を観察することも認めた。
壁画の制作が進む段階で、ピカソは「スペインの闘争は、人々に対する、自由に対する反動の戦いです。芸術家としての私の生涯は、反動と芸術の死に対する絶え間ない闘いにほかなりませんでした。私が反応と死に同意できると一瞬でも考えられる人がいるだろうか...私が取り組んでいるパネル（ゲルニカ）と、私の最近のすべての芸術作品において、私はそれに対する嫌悪感をはっきりと表明している。スペインを苦痛と死の海に沈めた軍人カーストだ。」と説明した。
11日に撮られた1枚目の写真では、習作の段階で右端にいた女は左端に移され、右半分には3人の女が加えられ、この日のうちに巨大なキャンバスはある程度要素で埋め尽くされた。巨大なキャンバスに向かいながらも、習作を描くことも続けていた。特に女の頭部と牡牛を頻繁に描いており、女の頭部は1937年10月26日に完成する『泣く女』に結実しているとされる。
助手はドラひとりだったが、アトリエを訪ねてきたマリー＝テレーズとドラが鉢合わせし、口論や小突き合いをしたこともあった。5月13日に撮られた2枚目の写真では、太陽に似た形象が出現し、画面が黒く塗られ始めた。
5月16日から19日頃に撮られた3枚目の写真では、馬の顔や兵士の向きが変更され、前景の人間は女と兵士の屍のみに整理され、戦士の拳の位置にも変化が加えられた。当時は「突きあげた拳」がファシストに対する反戦のシンボルとして世界に広まっており、当初は戦士が右腕を突き上げていたが、政治色を弱めるためか体の横に伸ばされた。太陽のような形象は押しつぶされてアーモンド型になり、牡牛の目の前に三日月に似た形象が出現した。
5月20日から24日頃に撮られた4枚目の写真では、それまで頭を垂れていた馬が頭を起こし、鼻孔を開いて豪気を示した。三日月に似た形象は消え去って時間帯が曖昧となり、色や模様のあるコラージュが貼り付けられた。5月27日頃に撮られた5枚目の写真ではコラージュが取り去られたが、6月1日頃に撮られた6枚目の写真では再びコラージュが試みられた。
6月4日頃に撮られた7枚目の写真では再びコラージュが剥がされ、兵士の人間性が失われて石膏像のようになった。完成時に撮られた8枚目の写真ではアーモンド型の光源の中に電球が描かれた。
ピカソは絵画をスペイン共和国に無償で寄贈する予定だったが、5月28日には在フランスのスペイン大使館員が来訪し、材料費という名目で15万フランを受け取った。製作末期の作業過程は判然としておらず、何度も背景の色調の修正、灰色の上塗り、馬の体への線の書きいれなど細部の修正を行った。この際にはドラの手を借りているが、ピカソの作品に本人以外の手が加わったのはこの絵画が初めてだとされる。
仕上げとして右端に半開きの扉を描いたが、それ以降も微修正を続けた。6月4日頃には絵画がほぼ完成したとされ、6月6日にはスペイン人詩人のホセ・ベルガミン、スペイン人学者のフアン・ラレーア、スイス人彫刻家のアルベルト・ジャコメッティ、ドイツ人画家のマックス・エルンスト、フランス人詩人のポール・エリュアールとアンドレ・ブルトン、イギリス人画家のローランド・ペンローズ、彫刻家のヘンリー・ムーアがアトリエに来訪し、ドラ以外に初めて絵画を披露した。

### 作品の公開と批評
絵画がアトリエから万博会場に搬入された日付は不明だが、1937年6月末にはスペイン館に絵画が運ばれ、入口から見て右手の壁面全体に絵画が掛けられた。なお、スペイン館の3階には破壊されたゲルニカの写真が展示され、またフランス人詩人のポール・エリュアールによる『ゲルニカの勝利』という詩が掲げられた。
写実的な絵画を期待していた関係者の中には、より目立たない位置に移すことを計画した人々もいたが、ピカソの名声を考慮して万博閉幕まで入口ホールに掲げられた。7月12日にはスペイン館の完成披露宴でこの絵画が公開された。前衛芸術家や一部の知識人を除けば絵画の評判はいま一つであり、「深刻化するスペインの危機を視覚的に表現していない」「ナチスの酷い犯罪の真相をだれにでもすぐにわかるように描いていない」などの批判が聞かれ、新聞などで絵画が取り上げられることはなかった。
スペイン館の開館がパリ万博自体の開会より遅れたこともあって、公式パンフレットにこの絵画が記載されることもなかった。しかし、スペイン人美術評論家のジャン・カスーはとてもスペイン的な絵画であると評価し、スペイン人詩人のホセ・ベルガミンは祖国の本質を反映して体現していると評価した。クリスチャン・ゼルヴォスは『カイエ・ダール』誌の丸々一冊をこの絵画の特集に当て、ドラの記録写真とともに取り上げた。
万博閉幕後の12月にはフランス人建築家のル・コルビュジエが「ピカソの壁画は醜いばかりで、観る者の心を萎えさせる」と、政治的な理由ではなく美学的な理由で絵画を批判した。閉幕後には展示品の大半が海路でバレンシアに送られたが、共和国政府は反乱軍の攻撃に対する対応で手一杯であり、ジョアン・ミロの絵画、アルベルト・サンチェス・ペレスの彫刻など、積み荷となった美術品の多くが紛失した。
共和国政府の所有物であるはずのこの絵画はなぜかスペインに送られることはなく、アレクサンダー・カルダーやジュリオ・ゴンザレスなどパリ在住の他の芸術家の作品同様に、パリにあるピカソのアトリエに送り返された。1938年1月にはスカンディナビア半島で開催された四人展に絵画を出展したが、ここでは称賛の対象にも侮蔑の対象にもならなかった。
1938年10月にはロンドンの展覧会に出展し、収益をスペイン共和国政府に送金した。美術評論家のロジャー・ヒンクスはピカソが絵画に知的遊戯や当世風ガラクタを持ち込んだと異議を唱え、美術史家のアンソニー・ブラントはピカソがスペイン内戦の複雑な真相を理解できていないと批判した。スティーヴン・スペンダーや美術批評家のハーバート・リードは批判者に反論し、スペンダーはこの絵画が「傑作かもしれない」と指摘した初の人物である。この頃には共和国軍の敗戦が濃厚となっており、年を越した1939年3月31日にはフランコ独裁政権が誕生した。

### ニューヨークでの保管

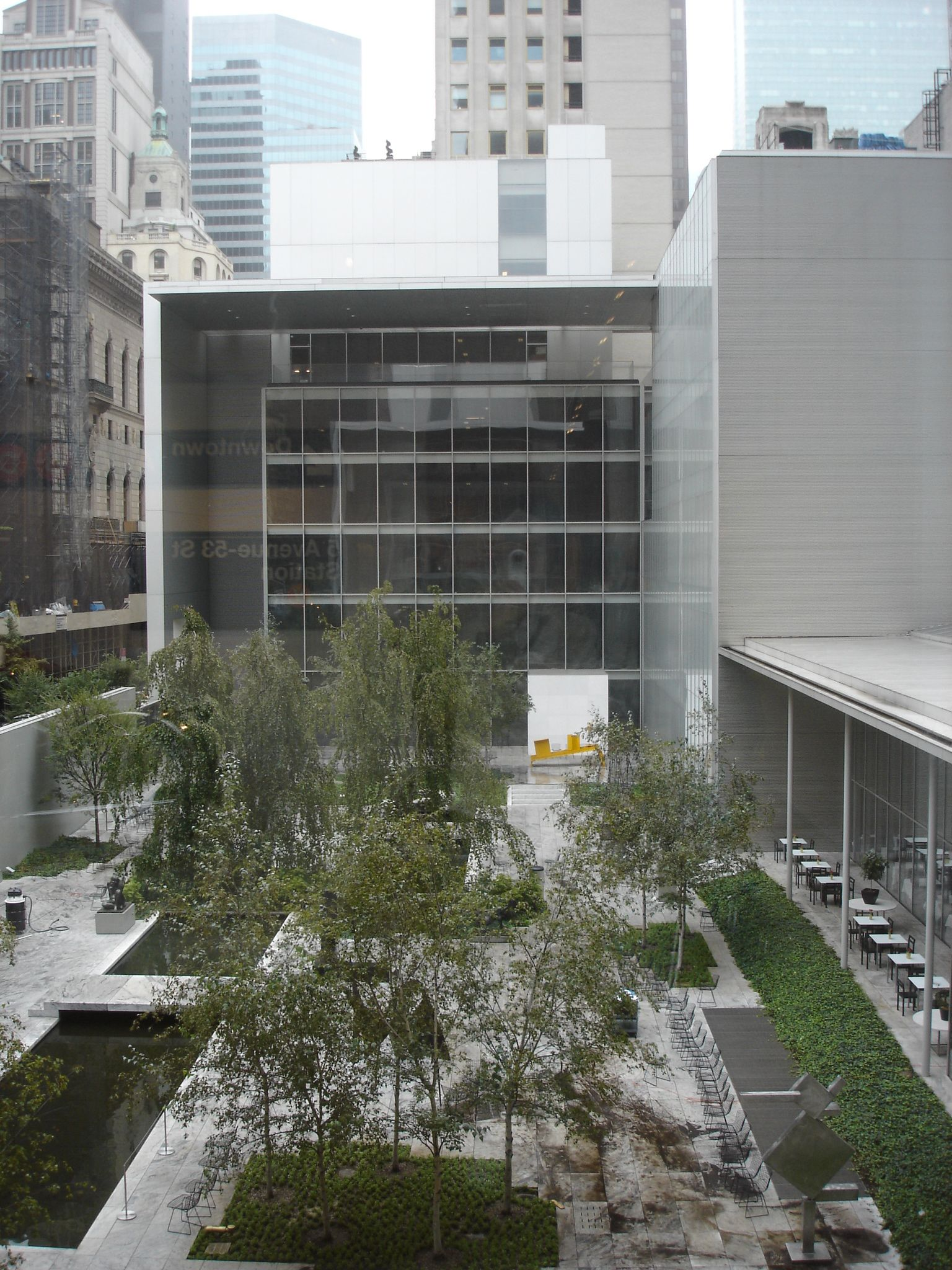
暫定的な保管場所となったニューヨーク近代美術館(MoMA)

1937年12月、アメリカ芸術家会議は共和国支援のために『ゲルニカ展』という共和国支援を企画し、この展覧会は約1年半後に実現した。1939年5月には絵画がアメリカ合衆国に送られ、ニューヨーク、ロサンゼルス、サンフランシスコ、シカゴでの展覧会に出展された。すでにスペイン内戦が終結していたこともあり、アメリカでは内戦の悲劇の象徴ではなく一枚の現代美術作品と捉えられた。
ゲルニカ展のオープニングにはエレノア・ルーズヴェルト（ファーストレディ）、サイモン・グッゲンハイム（実業家）、W・アヴェレル・ハリマン（政治家）、ジョージア・オキーフ（芸術家）、ソーントン・ワイルダー（劇作家）などが出席した。美術評論家のエリザベス・マコースランドはピカソが孤立から社会との連帯に転じたことを象徴する絵であるとしたが、美術記者のエドウィン・オールデン・ジュエルは現代美術に侵入しつつある異質な意図の典型だとした。
鑑賞者の賛否は分かれ、スペインの孤児を救援するための収益は少額にとどまった。1939年9月には第二次世界大戦が勃発したため、ピカソは絵画を戦場に近いフランスに戻すことを躊躇し、そのままアメリカのニューヨーク近代美術館(MoMA)に保管された。1940年から1942年にはピカソの回顧展がシカゴを筆頭にアメリカ合衆国内の10か所で開催され、展示作品には必ずこの絵画が含まれた。

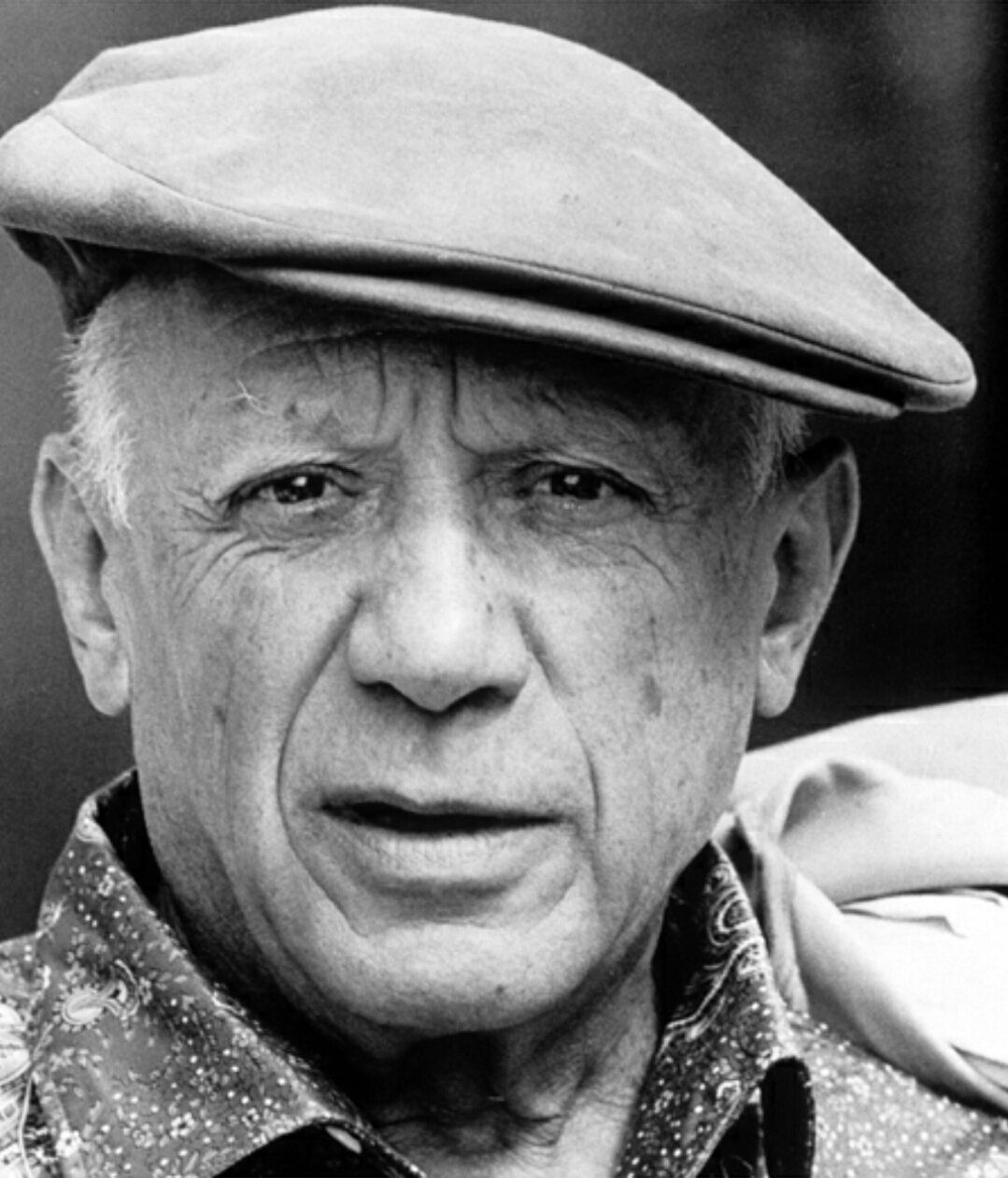
1962年のピカソ

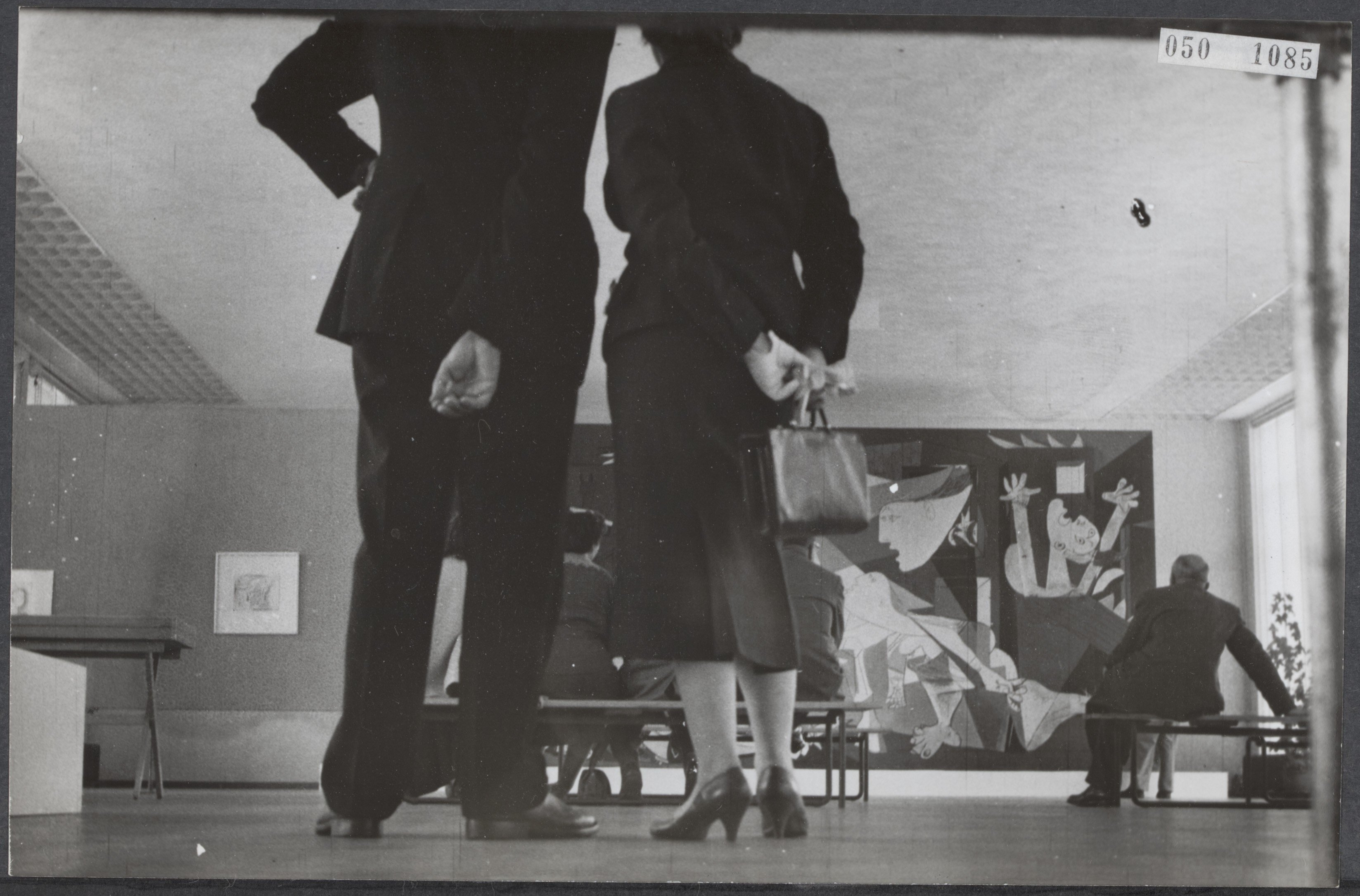
アムステルダム市立美術館に一時的に展示されたゲルニカ（1956年）

1953年には第二次大戦開戦後初めて絵画がヨーロッパに戻され、ミラノで開催されたピカソの回顧展に出展され、反戦平和のシンボルとして『朝鮮の虐殺』（1951年）とともに並べられた。1954年にはブラジルのサンパウロ近代美術館の回顧展に、1955年夏には18年ぶりにパリに戻って回顧展に出展された。1937年の初公開時とは異なり、回顧展の最重要作品としてパリ市民に称えられた。ピカソ自身は1955年の夏中ずっとニースに滞在しており、このパリでの回顧展の際も、また死去するまでにも再び絵画を間近で見ることはなかった。
1955年秋から1956年にはブリュッセルとストックホルムに加え、ドイツのミュンヘン、ケルン、ハンブルクで展示された。ドイツ国民は主題の奥に潜むドイツ空軍を意識することなく、現代アートの傑作として鑑賞した。1957年には再びアメリカ合衆国に渡ると、3か所で展示された後にニューヨーク近代美術館に戻り、1958年以後には幾度もの修復作業がなされた。
1968年にはフランコ政権で副首相を務めるルイス・カレーロ・ブランコが美術庁長官に手紙を送り、絵画がスペインの財産であること、スペインへの返還をニューヨーク近代美術館に申し立てるよう求めた。1969年には美術庁長官が絵画のスペインへの返還を求める声明を出し、フランコ自身がそれを望んでいると付け加えた。ニューヨーク近代美術館はピカソの意思を尊重するとし、ピカソ本人は現時点では絵画がニューヨークにとどまること、スペイン人民の自由が確立した時点でスペイン政府に返還することを希望した。1950-1960年代のスペインでは、独裁政権に対する抵抗の印としてこの絵画の複製を飾る家庭が多く、バスク地方ではそれが特に顕著だった。
1960年代後半のアメリカ合衆国でベトナム戦争参戦が誤りだったという論調が趨勢を占めると、改めてこの絵画の様式が注目されるようになり、反戦のシンボルとしてデモなどに使用された。アメリカ軍によるベトナムでの残虐な軍事行動が報じられると、一部の美術家や著作家たちは自国が絵画を手元に置いておく権利がないと考え、1967年には約400人の美術家・著作家が、1970年には256人の美術家・著作家がピカソに対して絵画の撤去を要請する運動を行った。
1973年4月8日、ピカソはフランスのムージャンにある自宅で死去した。1974年2月にはアーティストのトニー・シャフラジが赤色のスプレー缶で落書きを行う事件が起こり、これ以後の展示中は常に絵画のそばに監視員が配備された。

### スペインへの返還

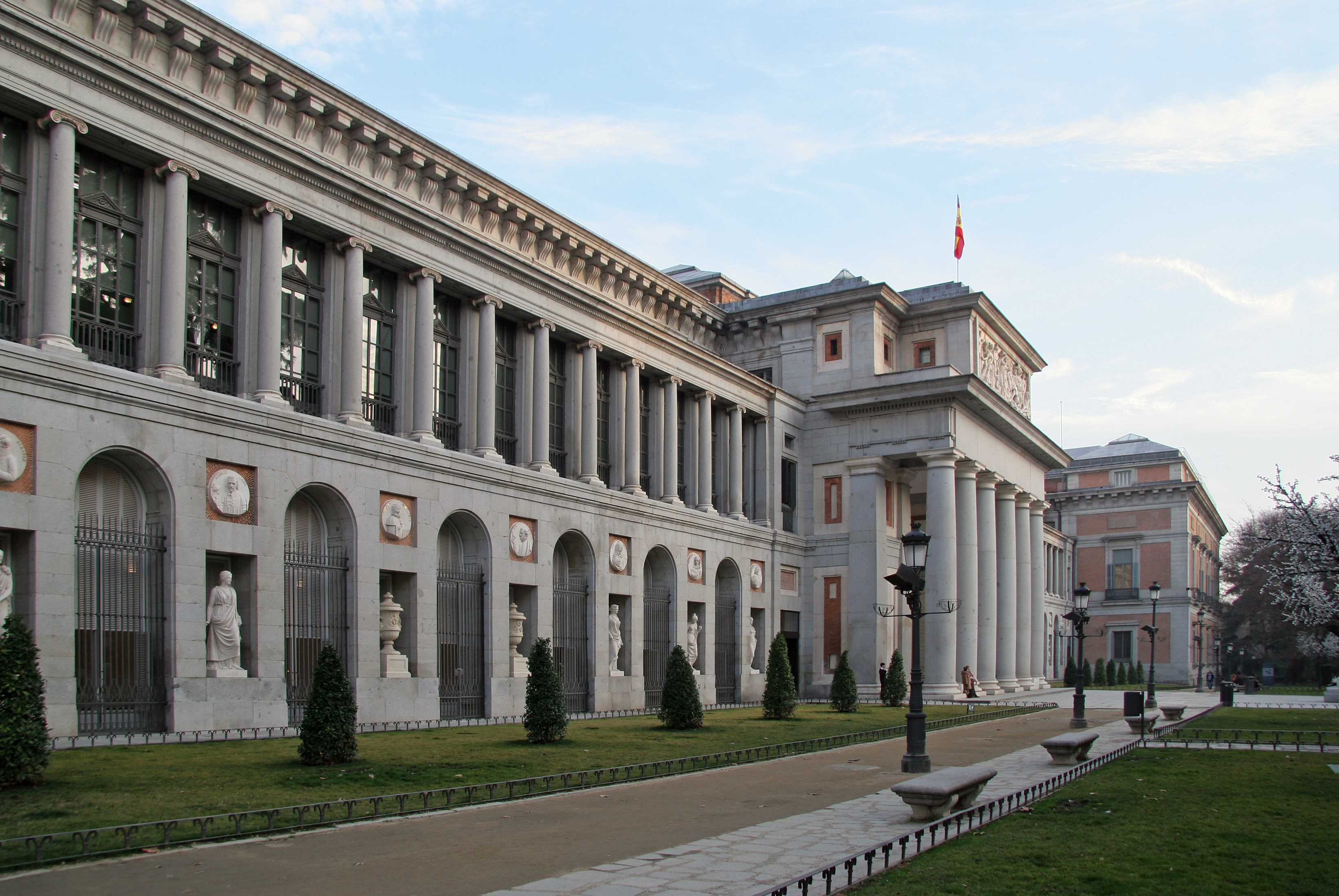
スペインへの返還先となったプラド美術館

1975年11月20日にフランコが死去し、フアン・カルロス1世が国王に就任して民主化への移行期を迎えると、絵画のスペイン返還を求める声が高まった。1977年には民主化後初の総選挙が行われ、その後成立したスペイン国会では絵画の返還を求める決議案が可決された。
1978年、スペイン・アメリカ合衆国の両国政府は絵画がスペインに移送されるべきであるという判断を発表し、スペインではピカソが名誉館長を務めたマドリードの国立プラド美術館、絵画の主題の対象地となったゲルニカ、ピカソの出生地のマラガ、ピカソが青年時代を過ごしたバルセロナなどが絵画の受け入れ先に手を挙げた。マドリード、マラガ、ゲルニカの各市長とバルセロナのピカソ美術館館長をゲストに行われたテレビの討論番組では、絵画の受け入れ先をめぐって白熱した議論が繰り広げられた。
政治状況の不安定さに加え、遺産相続者間の係争も問題だったが、1981年にはようやく絵画のスペイン返還が決定した。特にバスク地方ではこの絵画をバスクの受難と解放のシンボルとみなし、バスク州は熱心に絵画の展示を希望したが、9月10日にマドリードのプラド美術館別館（カソン・デル・ブエン・レティーロ）に運び込まれた。スペインでこの絵画は「故国の土を踏んだ最後の亡命者」とされており、もっとも保守的でフランコ独裁政権との親和性が強かったABC紙でさえも、社説で同様の論調を示した。
西側諸国では絵画のスペイン帰還が大きく報じられ、日本では朝日新聞が5段抜きの見出しでもっとも大きく取り上げた。絵画の搬入に合わせ、別館は温度・湿度管理装置、爆発物検知装置、ラジオとテレビによる監視システムなど、様々なテロ対策設備が加えられ、さらに直接攻撃を防ぐために絵画は防弾ガラスで覆われた。絵画は展示室の中にある密封状態に近い小部屋に設置され、磁気読み取りの保安カードを持った人間のみが小部屋に入ることができた。
プラド美術館のホセ・マヌエル・ピタ・アンドラーデ館長は本館での展示を希望していたため、スペイン政府がこのような形態での保管を支持したことに不満を示し、ただちに館長を辞任した。10月25日、ピカソの生誕100周年記念日に一般公開され、45枚の習作すべてもプラド美術館で展示された。

### ソフィア王妃芸術センターでの展示

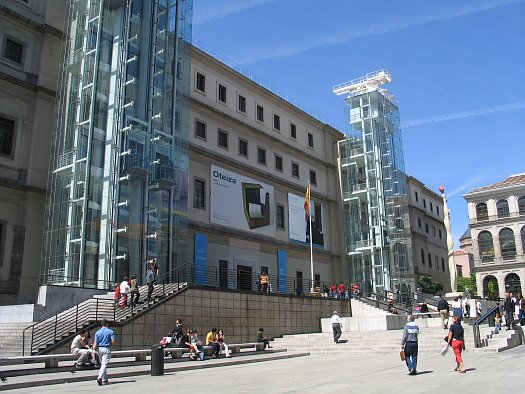
1992年以降の展示場所であるソフィア王妃芸術センター

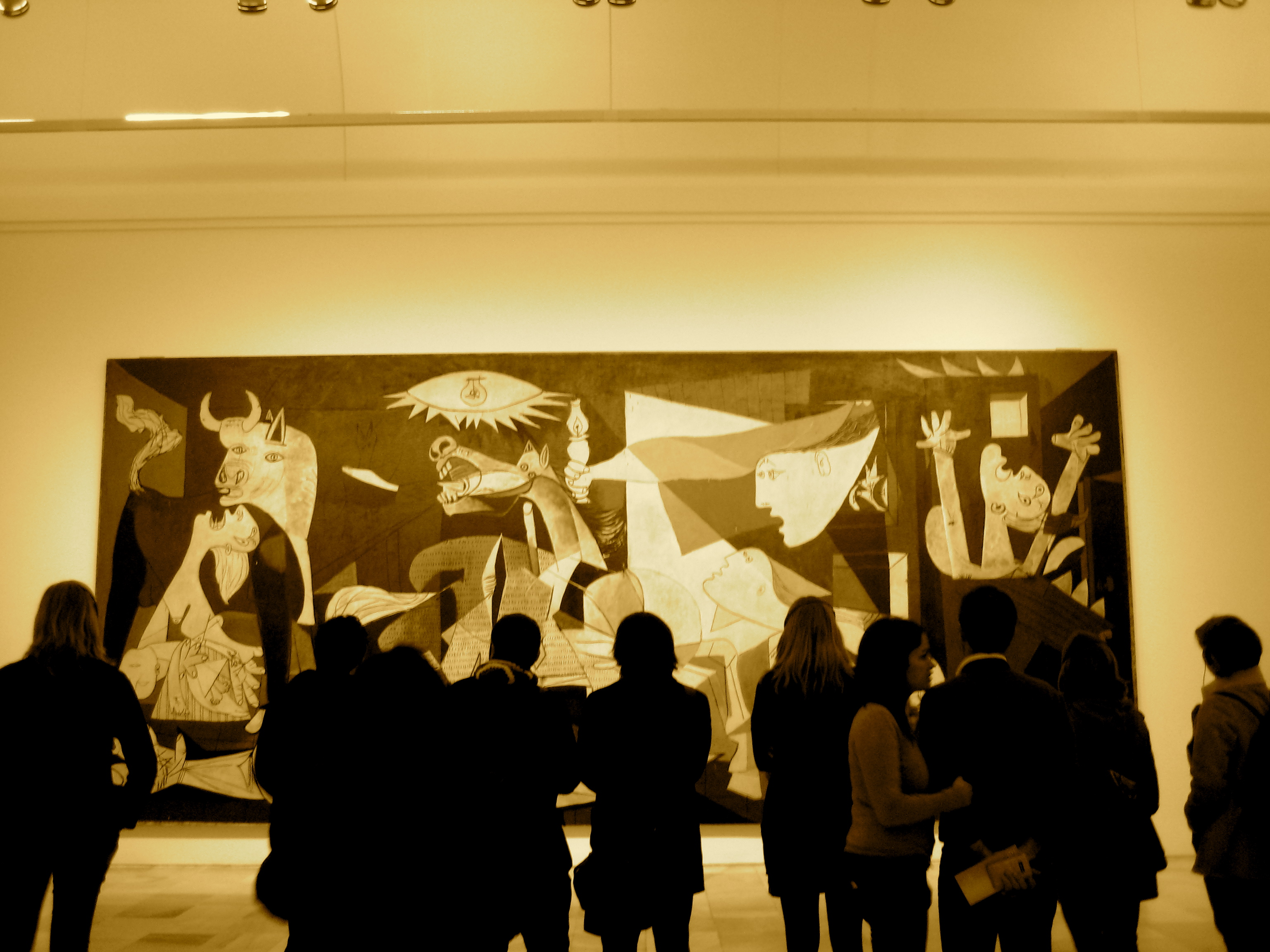
展示されたゲルニカを見る人々

1992年9月、マドリード市内に国立ソフィア王妃芸術センターが開館すると、絵画はコレクションの目玉としてプラド美術館からソフィア王妃芸術センターに移された。10年間絵画を保管してきたプラド美術館のフェリペ・ガリン館長は、「この絵画はたいへん重要な作品だが、プラド美術館の歴史的なコレクションとは必ずしも馴染まない」と語った。10年前に絵画の受け入れを希望したバスク地方はこのマドリード市内での移動に不満を示した。
プラド美術館でもソフィア王妃芸術センターでも絵画の破壊行為が起こったことはなく、1995年には防弾ガラスが取り除かれた。同時に展示室内から展示室の側壁に移されたため、鑑賞者が正面から絵画全体を観ることはできなくなったが、展示室内に鑑賞者があふれて身動きが取れなくなることは避けられた。絵画の両脇には非武装の警備員が配備されているが、絵画まで4mの距離まで近づくことができる。
1992年の開館当初のソフィア王妃芸術センターは、この絵画を除けば凡庸なコレクションであるとされたが、1997年にはプラド美術館の入館者数を上回り、スペインでもっとも入館者数の多い美術館となった。
1992年にはバルセロナオリンピックに合わせた文化行事のためにバルセロナが、1995年には第二次世界大戦終戦50周年にちなんで日本政府が、1996年にはピカソの大回顧展を開催するフランス政府が、1997年にはゲルニカに近いビルバオに開館したビルバオ・グッゲンハイム美術館が、2000年には数十年に渡って絵画を管理していたニューヨーク近代美術館が絵画の貸与を希望したが、ソフィア王妃芸術センターはすべての打診を拒否した。
1995年から1996年にかけて、日本の京都国立近代美術館と東武美術館で「ピカソ、愛と苦悩 -『ゲルニカ』への道」と題したピカソ展が行われた。この絵画に関連する「闘牛」「磔刑」「ミノタウロス」「女」「アトリエ」の5本柱で構成され、この絵画に関しては原寸大のポラロイド写真複製が展示された。1997年10月、グッゲンハイム美術館開館記念式典にフアン・カルロス1世国王夫妻が来賓した折、建物を設計したアメリカ人建築家のフランク・ゲーリーは、絵画が本来あるべき場所がグッゲンハイム美術館であることを国王夫妻に示唆した。

## 作品解説

### 画面構成

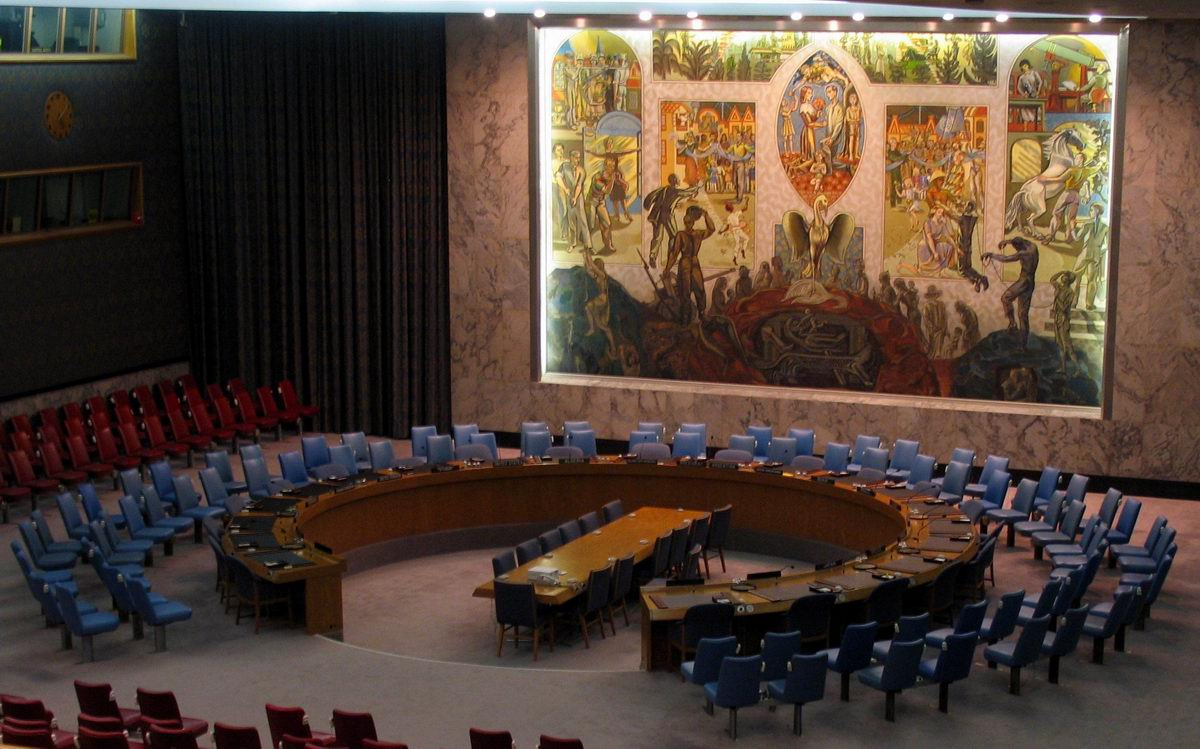
入口前にレプリカが設置されている国連安全保障理事会会議場

パリ万国博覧会のスペイン館を飾る壁画を意図して製作されたこともあり、絵画は縦349cm×横777cmの横長の大作である。キャンバスに工業用絵具ペンキで描かれ、ペンキは油絵具よりも乾きが速く作業効率が高いため、1か月弱と大作にしては短期間で描ききることができた。ペンキの使用は後に傷みの要因となっている。当時の絵画としては珍しくモノクロームで描かれているが、各部分の習作や後のタペストリー作品は彩色が施されている。ピカソはこの絵画の製作と並行して何枚もの習作を描いており、泣き叫ぶ女だけを独立した作品にした『泣く女』という絵がある。
第二次世界大戦後、ピカソはこの絵画と同じ図柄のタペストリーを3つ制作しており、ニューヨークにある国際連合本部ビルの国際連合安全保障理事会議場前とフランスのウンターリンデン美術館、日本の群馬県立近代美術館に展示されている。日本の徳島県鳴門市にある大塚国際美術館には絵画の実物大のレプリカが置かれている。なお、丸の内オアゾ1階には、ピカソの遺族の承諾を得て作成されたセラミック製の複製が掲示されている。
中央に大きな長方形、左右に小さな長方形と、画面は3枚の長方形からなり、中世の教会に飾られた三連祭壇画を連想させる。右側の長方形には3人の女が描かれている。左上の女は灯火を手に窓から身を乗り出し、右の女は燃え盛る家から落下（もしくは爆発によって吹き飛ばされて）しており、左下の女は中央に駆け寄っている。
左側の長方形には女と牡牛が描かれている。女は子の屍を抱えて泣き叫んでおり、牡牛は女を守るかのように立っている。中央の長方形には馬と戦士が描かれている。馬は槍で貫かれて頭を上方に突き出し、戦士は折れた剣を握りしめて死んでいる。中央の長方形は大きな三角形で仕切られており、その頂点には女が持つ灯火が配置されている。三角形の左斜線は馬の首元から馬の右脚や戦士の腕で構成され、逆側の斜線は駆け寄る女の身体で構成されている。
灯火の左脇には目のような形の光源があり、その左下には上方に羽ばたきながら口を開けている鳥が描かれている。色彩はモノクロームに近いが、無色に近い灰色、紫みがかったり青みがかった灰色など、様々な色合いの灰色が用いられており、光と闇の効果を高めている。要素は単純な形態で描かれ、絵画の普遍的性格を強めている。惨劇の主要な要素は中央の三角形に集められているが、これはギリシア神殿建築を連想させる。
画面全体には中世の三連祭壇画とギリシア神殿建築というふたつの異なる宗教美術の影響を見ることができる。左手のテーブルと右手の扉で屋内を連想させるが、同時に右手の屋根瓦や窓で屋外をも連想させている。また、太陽のような光源で昼を連想させるが、女が持つ灯火で夜をも連想させている。このような設定で時間や空間の超越を表現しており、画面構成で明らかになったキリスト教美術的性格をさらに強めている。

### 解釈

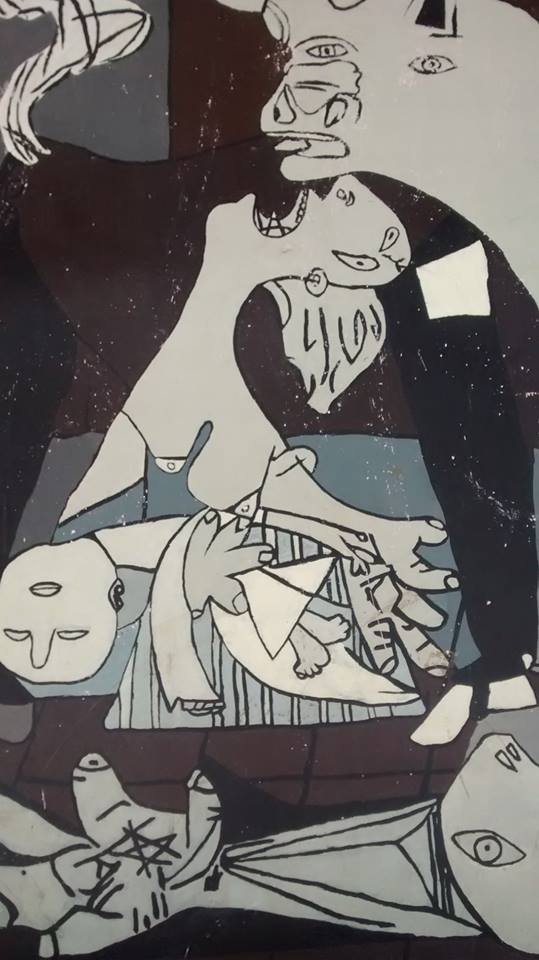
子の屍を抱く女（左端）

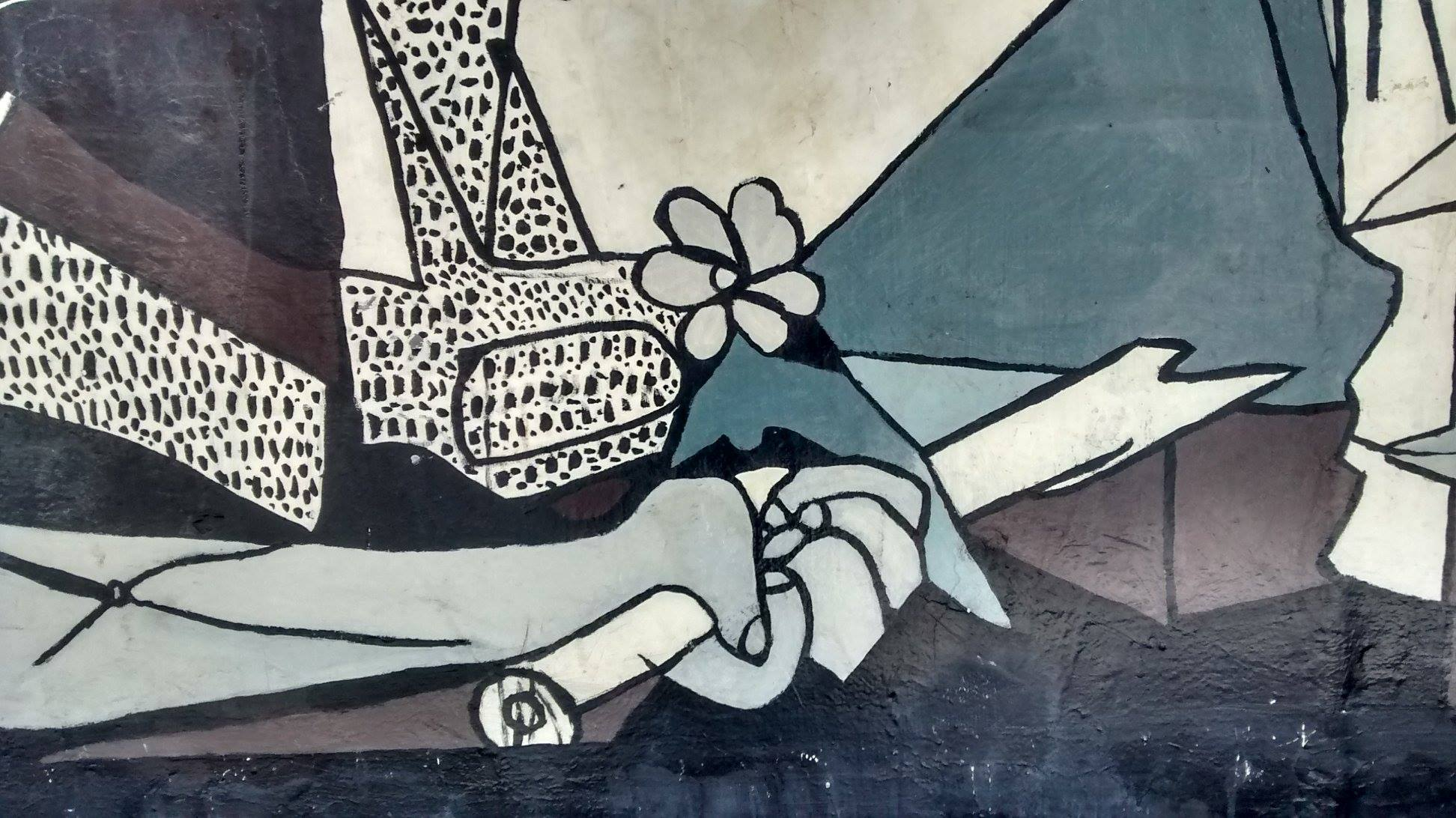
折れた剣とともに握られる花（下部の中央）

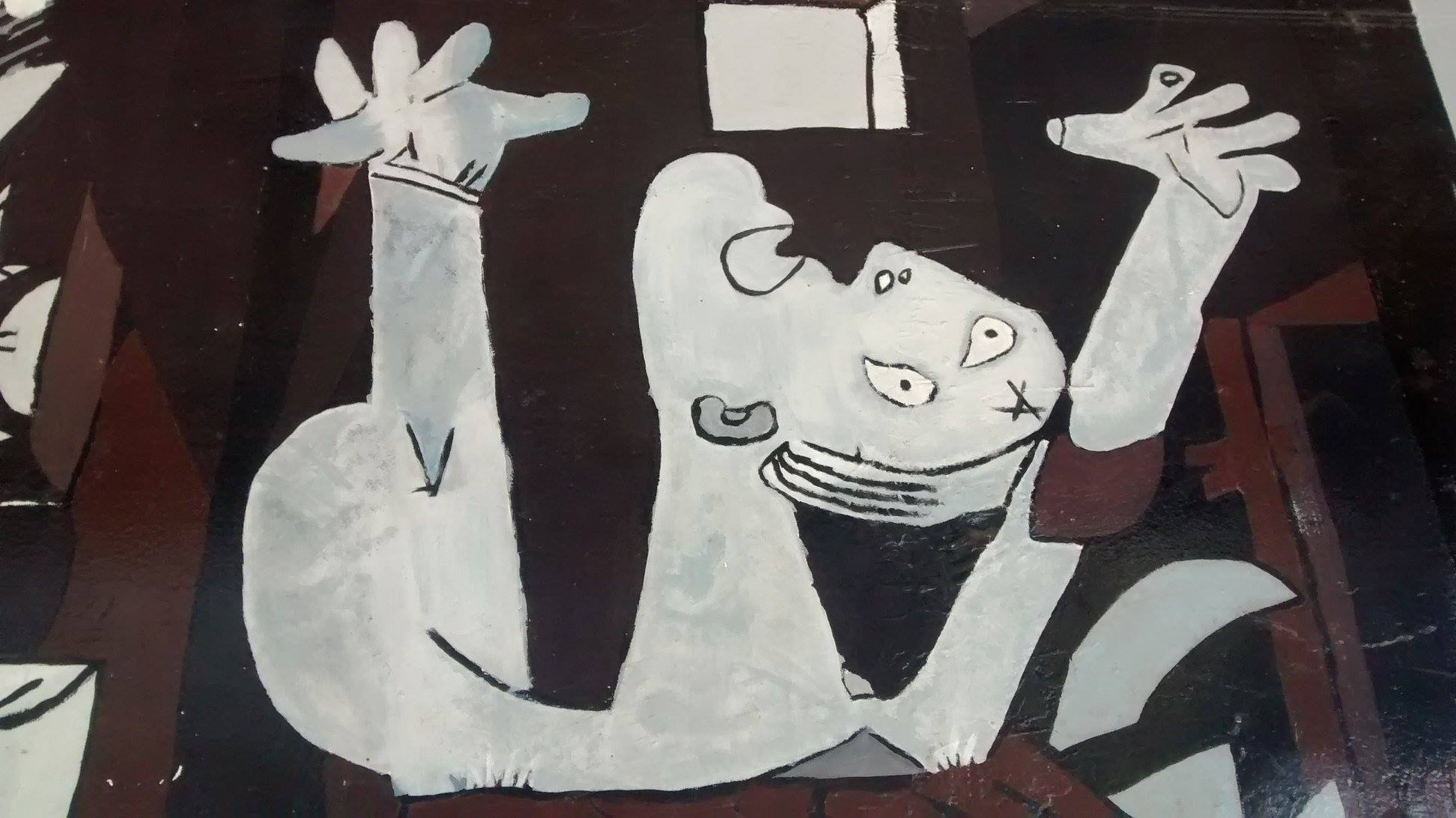
落ちる女（右端）

全体の解釈
現代絵画において、この絵画ほど様々な解釈が示された絵画は稀であり、個々の要素が善悪のどちらを表すのかを判断するのは難しい。ピカソは動物たちの象徴性だけは認めたが、その他の要素については多くを語らず、また具体的な意味合いなどを説明することなく世を去った。美術史家の宮下誠は、全体として「キリスト教的黙示録のヴィジョン、死と再生の息詰まるドラマ、ヒューマニズム救済の希求、すべてを見抜く神の眼差し、それでも繰り返される不条理な諍いと死、人間の愚かさと賢明さ、人知を超えた明暗、善悪の葛藤の象徴的表現の最良の結果」を描いているとしている。
牡牛
牡牛（ミノタウロス）は善悪それぞれに解釈されてきた。ピカソ自身は1940年代初頭に、「牡牛は牡牛で馬は馬だ。大衆や観客は、馬と牡牛を自分で解釈できるシンボルとして見ようとしている」と述べたが、1945年には画商のジェローム・セックラー（Jerome Seckler）に対して「牡牛はファシズムではなく、人間の残忍性と暗黒面である。（中略）馬は人民を表す（中略）『ゲルニカ』の壁画は象徴的、寓意的なものであるから、私は馬や牡牛やその他を使ったのだ」と述べた。
ギリシア神話に登場するミノタウロスは暴力、好色、平和など様々な象徴であり、ピカソは1935年から1937年にかけてミノタウロスを集中的に描いている。ピカソは大の闘牛好きであったことから、牡牛をスペインの象徴とする解釈もあり、「災厄から遠ざかろうとするピカソ自身である」とする解釈もある。芸術心理学者のルドルフ・アルンハイムは、牡牛の体の向きの変更を「真に天才的な発明」とし、苦悩や悲嘆を画面外に伝える役割を持っているとみなした。アルンハイムは牡牛の尻をイベリア半島の形になぞらえ、スペインを表すシンボルであるとした。しかし、カーラ・ゴットリープ(Carla Gottlieb)はアルンハイムの解釈を批判し、牡牛が女の存在に気づいていないかのように冷淡であることに疑問を呈し、牡牛と馬のシンボル性について問題を提起した。ゴットリープは、無表情で行動を起こさず、惨劇に加わることをしない牡牛を、牡牛のイメージを持ち、かつスペイン内戦に対して不干渉政策を取るフランスの隠喩であるとした。
馬
馬は爆撃の犠牲者や共和国政府であるとする解釈が一般的であるが、より普遍的には瀕死のヒューマニズムであり、フランコのファシズムの崩壊であるとする研究者もいる。
灯火を持つ女
西洋絵画は伝統的に蝋燭や灯火を真理の象徴として描いており、この絵画でも灯火を持つ女は真理を表すことがほぼ確実だが、社会主義の象徴であるとする研究者もいる。ゴットリープは灯火の女が「善、正義および理性を意味する光明の運び手」とし、小さな灯火が共和国軍兵士であると解釈しているが、絵画と現実世界の政治を強く結びつけていることには批判もある。
折れた剣を握る倒れた兵士
ファシズムの犠牲となった兵士とするのが単純だが、爆撃を受けるスペイン市民の代表とも考えられる。
折れた剣は「戦争によって破壊された何か」や「戦争によって荒廃した町の市民の折れた心」等でその手に握られた花は「復活」を表すとされている。
子の屍を抱く女
爆撃の被害者とされる「子の屍を抱く女」は西洋絵画の伝統的主題であるピエタ（磔刑に処されたキリストを抱くマリア）という説もあり、ピカソが1929年から1932年にかけて描いたマグダラのマリアの姿勢にも似通っている。ニコラ・プッサンなどが書いた伝統的主題である嬰児虐殺の影響を見る研究者もいる。
駆け寄る女
右から中央に駆け寄る女は、屍を抱く女を慰めようとする家族や近隣住民であるとされているが詳細は不明。ソ連はスペインから遠距離にありながら、即座に共和国政府を支援した唯一の国であり、駆け寄る女はソビエト連邦の隠喩であるとされることも多い。
落ちる女
建物から落ちる女はピカソ自身、またイエス・キリストの象徴であるとされる。
太陽
「太陽は神の眼」という考え方があり、神は全てを明白にする証人でその目とされる。その内部には現代を意識させる唯一の要素である電球が描かれており、現代のテクノロジーと爆撃の惨劇の関連を示唆している可能性がある。資本主義国家またはキリスト教的救済の希望を欠いた世界とする研究者もいる。
鳥
机の上の鳥は精霊や平和の象徴である鳩とされる。

### 影響
一般の人々以外にも、この絵画は多くの芸術家に影響を与えている。戦後のフランスに起こったアンフォルメルの画家たち、ピエール・スーラージュ、ジョルジュ・マテューなどはこの絵画の規模や多義的な性格に影響を受けたとされている。また、ニューヨーク近代美術館で展示されていた時期には、スチュアート・デイヴィス、ロバート・マザーウェル、アーシル・ゴーキー、ウィレム・デ・クーニング、ジャクソン・ポロックなど、アメリカ合衆国の抽象表現主義画家の多くがこの絵画に影響を受けたとされる。

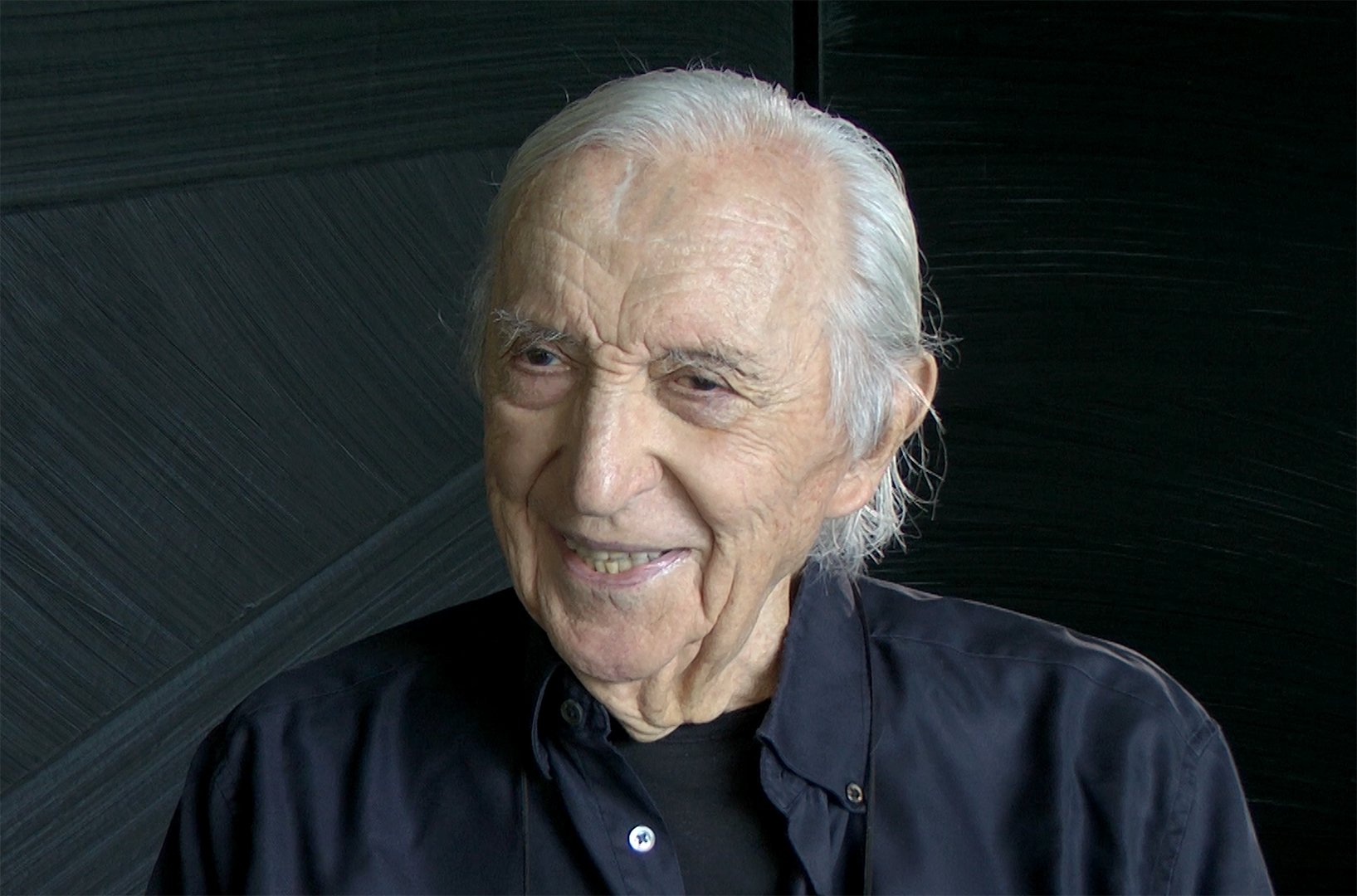
『ゲルニカ』に影響を受けたとされるスーラージュ

1980年代にはドイツのアンゼルム・キーファーが描いた歴史画、イギリスのギルバート・アンド・ジョージの作品、1990年代にはビル・ヴィオラの三連画などにこの絵画の影響がみられる。2000年代にはドイツのネオ・ラオホなどにもこの絵画の影響が見られるとされる。影響を受けた日本人画家では岡本太郎が代表的だが、藤田嗣治の『アッツ島玉砕』などにもこの絵画の影響がみられる。
音楽では、中村一義が当絵画をモチーフとした楽曲「ゲルニカ」をアルバム『ERA』に収録。

## ギャラリー

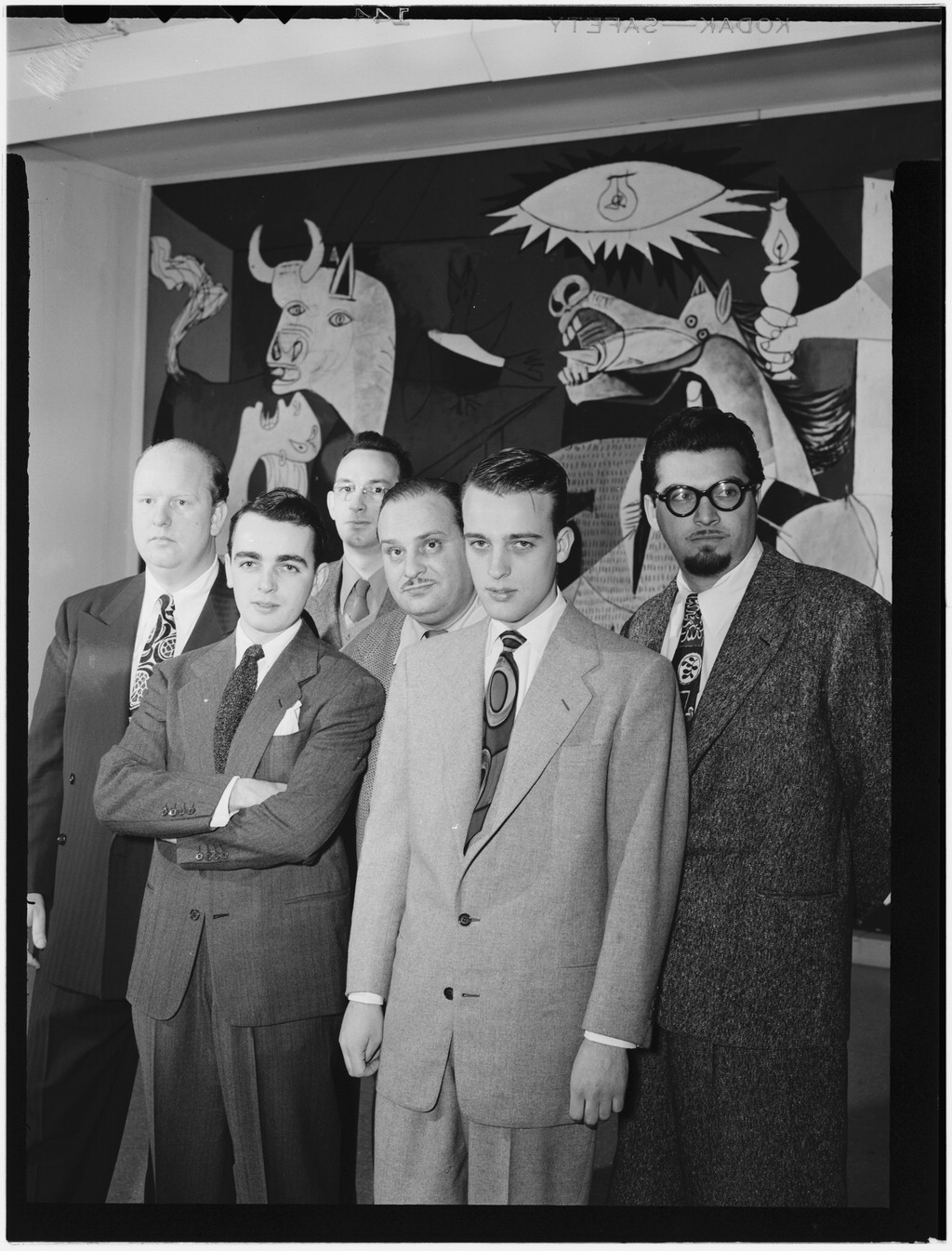
ラルフ・バーンズ、エドウィン・フィンケル、ジョージ・ハンディ、ニール・ヘフティ、ジョニー・リチャーズ、エディ・ソーター。ゲルニカを背景に。
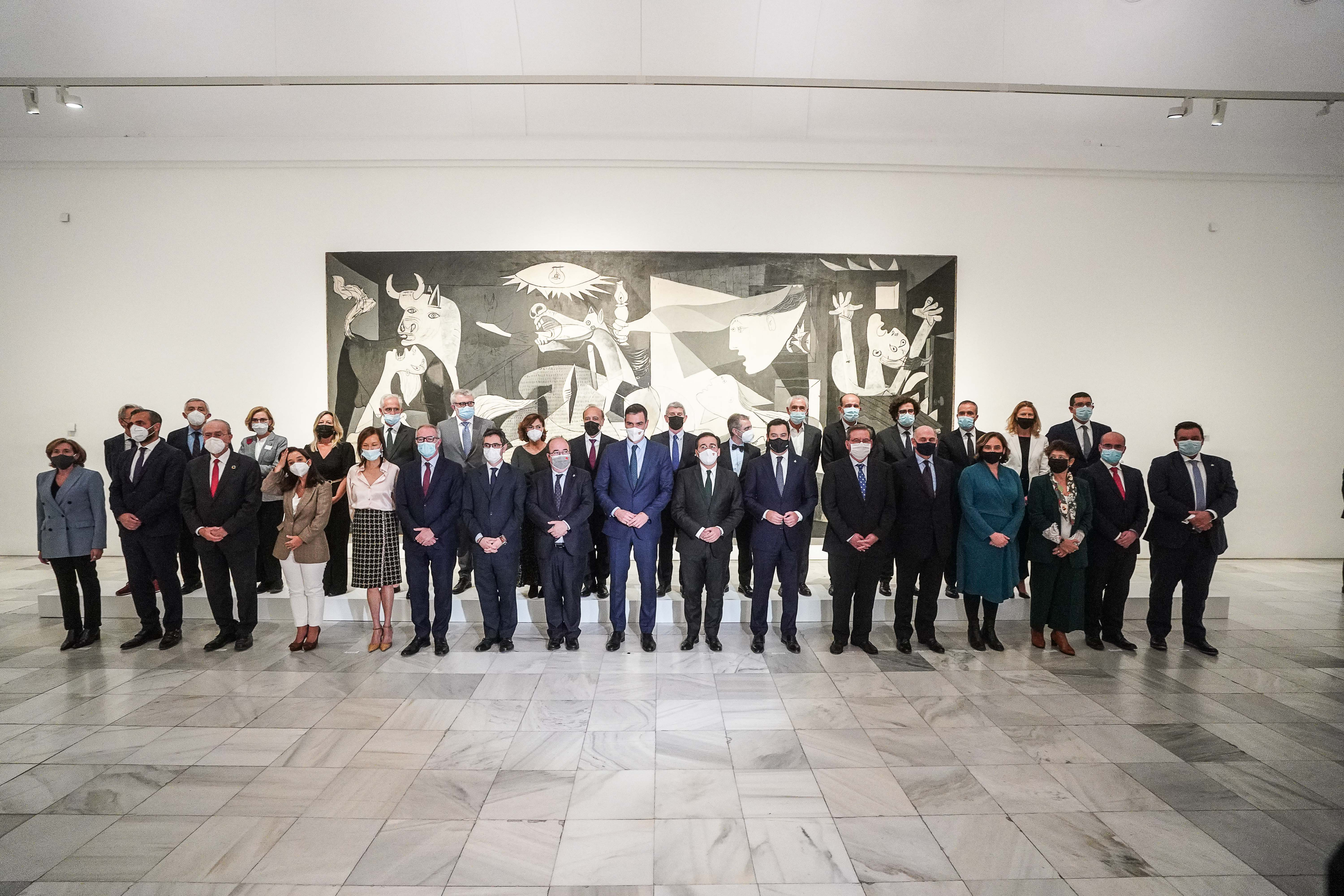
フアン・マヌエル・モレーノらによる会談での記念撮影。ゲルニカの前で。

## 『ゲルニカ』を元にした事象
- キッズゲルニカ

上記のゲルニカになぞらえて、横7.8m×縦3.5mのキャンバスに子供たちが平和のイメージを描いていくアートプロジェクト。終戦50年にあたる1995年にアート・ジャパン・ネットワークによってキッズゲルニカ・プロジェクトが始められたのをきっかけとして、世界中で広く開催されるようになった。

## 題材にした作品
楽曲
- ゲルニカの掟（作曲：TSUMUZI）
- ゲルニカ（作詞、作曲：中村一義）

小説
- 暗幕のゲルニカ（作者: 原田マハ）